# Монтенегро, Бриан
Бриа́н Гилье́рмо Монтене́гро Марти́нес (исп. Brian Guillermo Montenegro Martínez; родился 18 июня 1993 года в Асунсьоне, Парагвай) — парагвайский футболист, нападающий эквадорского клуба «Индепендьенте дель Валье» (Сангольки).

## Биография
Бриан — воспитанник футбольной академии клуба «Такуари». 30 января 2010 года в матче против «Серро Портеньо» он в возрасте 16 лет дебютировал в парагвайском чемпионате. 2 октября в поединке против «Рубио Нью» Монтенегро забил свой первый мяч. За два сезона в клубе Бриан стал основным нападающим и им заинтересовались более именитые клубы.
В 2011 году Монтенегро перешёл в уругвайский «Депортиво Мальдонадо», но не сыграв за эту команду и минуты, был отдан в аренду в английский «Вест Хэм Юнайтед». 8 января 2012 года Бриан дебютировал за «молотобойцев» выйдя на замену в матче Кубка Англии против «Шеффилд Уэнсдей». По окончании сезона ему был предложен контракт, но Монтенегро отказался и вернулся в родной «Такуари».
В феврале 2013 года Бриан был отдан в аренду в команду «Рубио Нью». 15 февраля в матче против «Либертада» он дебютировал за новую команду. В этом же поединке Монтенегро забил свой первый гол за клуб. Летом Бриан на правах аренды присоединился к «Либертаду». 6 августа в матче против столичной «Олимпии» он дебютировал за новую команду. 11 августа в поединке против «Спортиво Лукеньо» забил свой первый гол за «Либертад». По итогам сезона он сначала вице-чемпионом Клаусуры-2013, а затем и чемпионом Парагвая (Апертура-2014).
В июле 2014 года Монтенегро заключил 6-месячный контракт с асунсьонским «Насьоналем» и получил возможность сыграть в полуфинале Кубка Либертадорес. Монтенегро заменил в основе травмированного Фреди Барейро в первом матче против «Дефенсор Спортинга», состоявшемся 22 июля. На 35-й минуте молодой нападающий открыл счёт в домашней игре с передачи Хулиана Бенитеса. На 70-й минуте Дерлис Оруэ забил второй гол и «Насьональ» выиграл 2:0. В ответной игре 30 июля Монтенегро вновь играл в основном составе и, несмотря на поражение 0:1, «Насьональ» по сумме двух игр пробился в финал Кубка Либертадорес, впервые в клубной истории.
В 2014 году Бриан на правах аренды перешёл в английский «Лидс Юнайтед». 25 октября в матче против «Вулверхэмптон Уондерерс» он дебютировал в Чемпионшипе. После окончания аренды Монтенегро вернулся в «Насьональ». В 2016 году в матчах против «Либертада» и «Ривер Плейта» он сделал по хет-трику. По итогам сезона Бриан стал лучшим бомбардиром чемпионата Парагвая, забив 18 мячей.
Летом того же года Монтенегро на правах аренды перешёл в аргентинский «Ланус». 29 августа в матче против «Бока Хуниорс» он дебютировал в аргентинской Примере. В 2016 году Бриан помог клубу выиграть Кубок Бисентенарио, забив единственный гол в финале «Расингу».
В начале 2017 года Монтенегро перешёл в столичную «Олимпию». 6 февраля в матче против «Спортиво Триниденсе» он дебютировал за новую команду. В этом же поединке Бриан забил свой первый гол за «Олимпию». В матчах Кубка Либертадорес против эквадорского «Индепендьенте дель Валье» и бразильского «Ботафого» он забил по голу. Летом 2018 года Монтенегро был отдан в аренду в «Тальерес». 12 августа в матче против «Бока Хуниорс» он дебютировал за новую команду.

## Международная карьера
В 2011 году в составе молодёжной сборной Парагвая Бриан принял участие молодёжного чемпионата Южной Америки в Перу. На турнире он сыграл в матчах против Бразилии, Эквадора и Боливии.
В начале 2013 года в Монтенегро стал серебряным призёром молодёжного чемпионата Южной Америки в Аргентине. На турнире он сыграл в матчах против команд Аргентины, Боливии, Перу, Уругвая и дважды против Колумбии и Чили.
Летом того же года Бриан принял участие в молодёжном чемпионате мира в Турции. На турнире он сыграл в матчах против команд Мали, Мексики и Ирака.

## Достижения
Командные
 «Насьональ»
- Финалист Кубка Либертадорес — 2014

Международные
 Парагвай (до 20)
- Молодёжный чемпионат Южной Америки — 2013

Индивидуальные
- Лучший бомбардир парагвайской Примеры (18 голов) — Апертура 2016